# Romulus Micșa
Romulus Micșa (n. secolul XIX – d. 1924) a fost un deputat în Marea Adunare Națională de la Alba Iulia, organismul legislativ reprezentativ al „tuturor românilor din Transilvania, Banat și Țara Ungurească”, cel care a adoptat hotărârea privind Unirea Transilvaniei cu România, la 1 decembrie 1918:p. 116 .

## Biografie
A urmat studiile juridice la Cluj. În 1910 a activat ca membru al Despărțământului Dej al Societății pentru Fond de Teatru Român. A fost component al echipei de teatru de amatori din Dej. A fost sublocotenent și membru al Gărzii Naționale din Dej:p. 116.

## Activitatea politică
Ca deputat în Adunarea Națională din 1 decembrie 1918, Romulus Micșa a fost delegat al Gărzii Naționale din Dej :pp. 178-179.